# A-A선
아르한겔스크-아스트라한 선(영어: Arkhangelsk-Astrakhan line), 또는 A-A 선은 바르바로사 작전 당시 군사 목표 지점이었다. 또한 이 선은 볼가-아르한겔스크 선으로도 알려져 있으며,, 뿐만 아니라 극히 드물게는 볼가-아르한겔스크-아스트라한 선으로도 알려져 있다. 이 선은 1940년 12월 18일 총통 훈령에서 21일 바르바로사 작전시 독일 침략의 일련의 목표와 조건을 전반적으로 작성하면서 최종 군사 목적으로 볼가-아르한겔스크 라인을 설정하면서 처음 사용했다.
이 선은 에리히 마크스의 동부 전선의 임시적인 작전에 있어서 마크스 계획이라고도 불린다. 이 보고서에 나온 선은 러시아 점령을 주창하면서 아르한겔스크-니즈니노브고로드-로스토프나도누 선을 점령해야 독일에게 적의 위협을 막고 적의 폭격으로부터 보호할 수 있다고 주장했다.
이 가상의 A-A선에는 백해의 아르한겔스크에서부터 카스피해의 볼가 강의 아스트라한을 따라 항구 도시를 신축하는 것이 있었다. 독일의 소련 침공에서는 두 도시 중 하나를 확보하는 데 실패하였다.
거의 대부분의 붉은 군대가 선 서부에는 겨울까지 도달하기 전에 기습으로 실패했다. 독일의 국방군은 소련에게 군사 물자 및 식품과 인구의 거의 대부분이 소련에게 그어진 선 서쪽에 있을 것이라 판단했다. 우랄 산맥의 동쪽 경계는 고려할 필요가 없다고 생각하였다. 그러나, 독일은 나중에 제국의 경계가 우랄산맥을 넘길 것이라고 생각했고, 남은 슬라브 민족을 산 너머의 유럽 바깥으로 보낼 계획을 세웠다. 이 계획은 노예가 된 사람 이외의 모든 슬라브인에게 적용되는 것이었다. 만약 이 선에 도달한다면, 카프카스와 바쿠의 석유 단지를 점령하면서 자국의 석유 충족량의 86%가 해결된다고 예상했다. 소련 파괴에 대한 군사 전략은 지리적 차원에서는 불가능한 것으로 판명되었기 때문에, 특히 군사적 의미에서 A-A 선의 경계를 지정하였다. 나머지 선 동부의 소련 산업 단지는 대부분 루프트바페의 공중 폭격으로 파괴될 예정이었다.

## 같이 보기
- 바르바로사 작전
- 나치 독일의 우랄 산맥 계획
- 제2차 세계 대전 동안 추축국의 아시아 분단 협상